# Universität Kairo

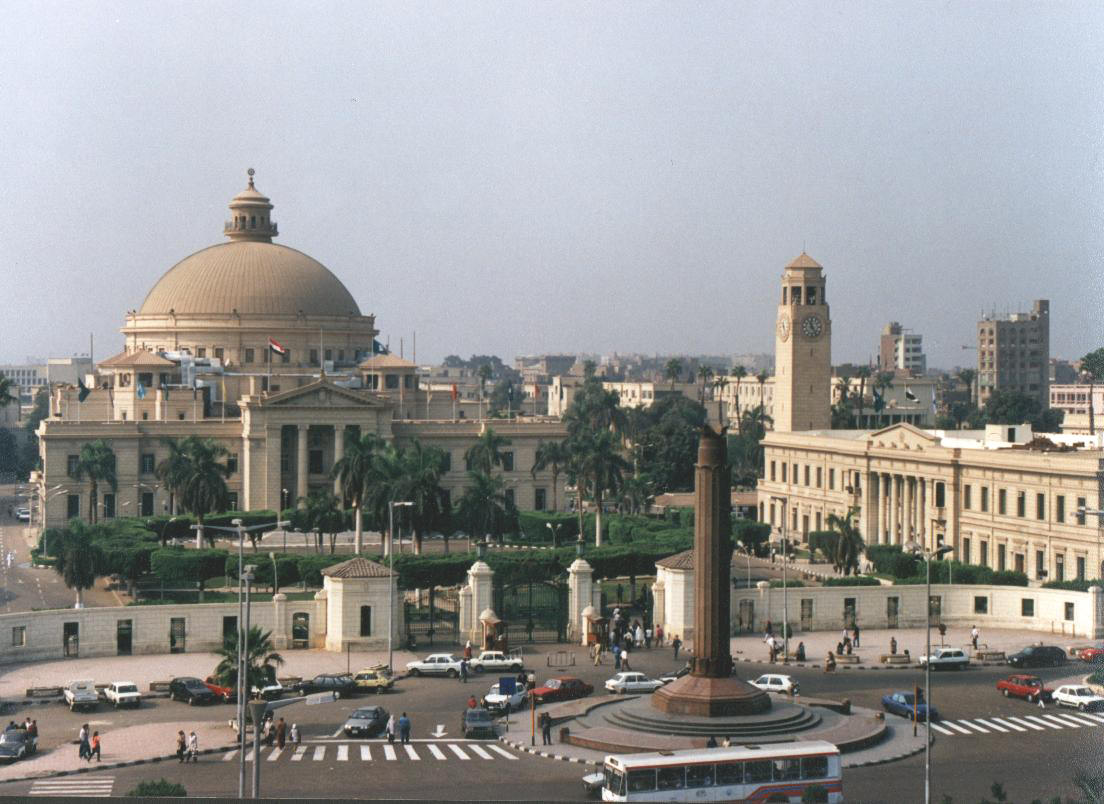
Blick von Osten auf Haupteingang und Hauptgebäude; rechts das älteste Gebäude des Campus mit der Fakultät für Sprachen (Bild aus den 1990er Jahren)

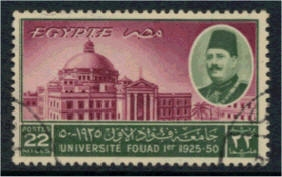
„Universität Fu'ād I. 1925-50“: ägyptische Briefmarke mit Aufschrift auf Arabisch und Französisch

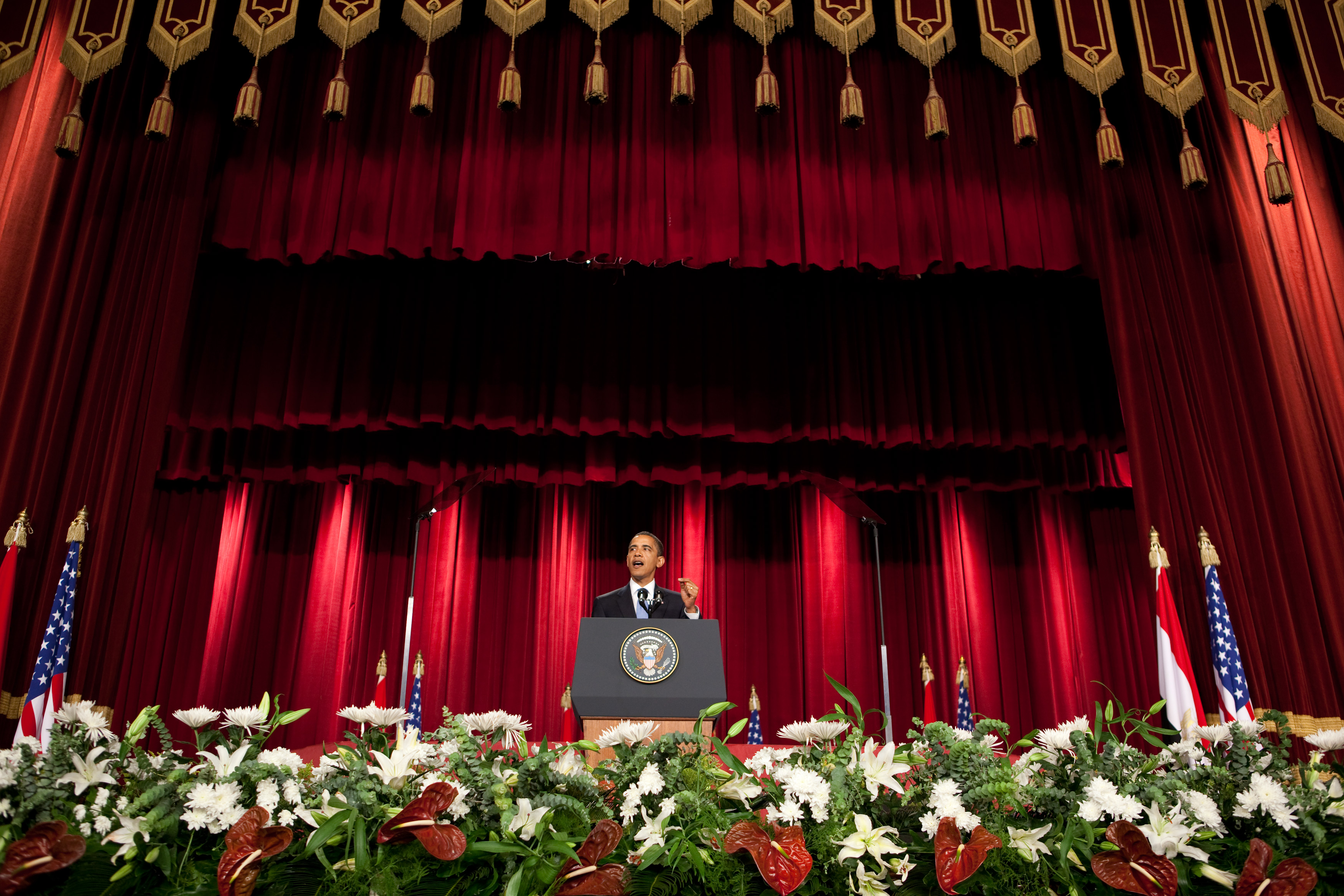
Obama bei seiner Rede 2009

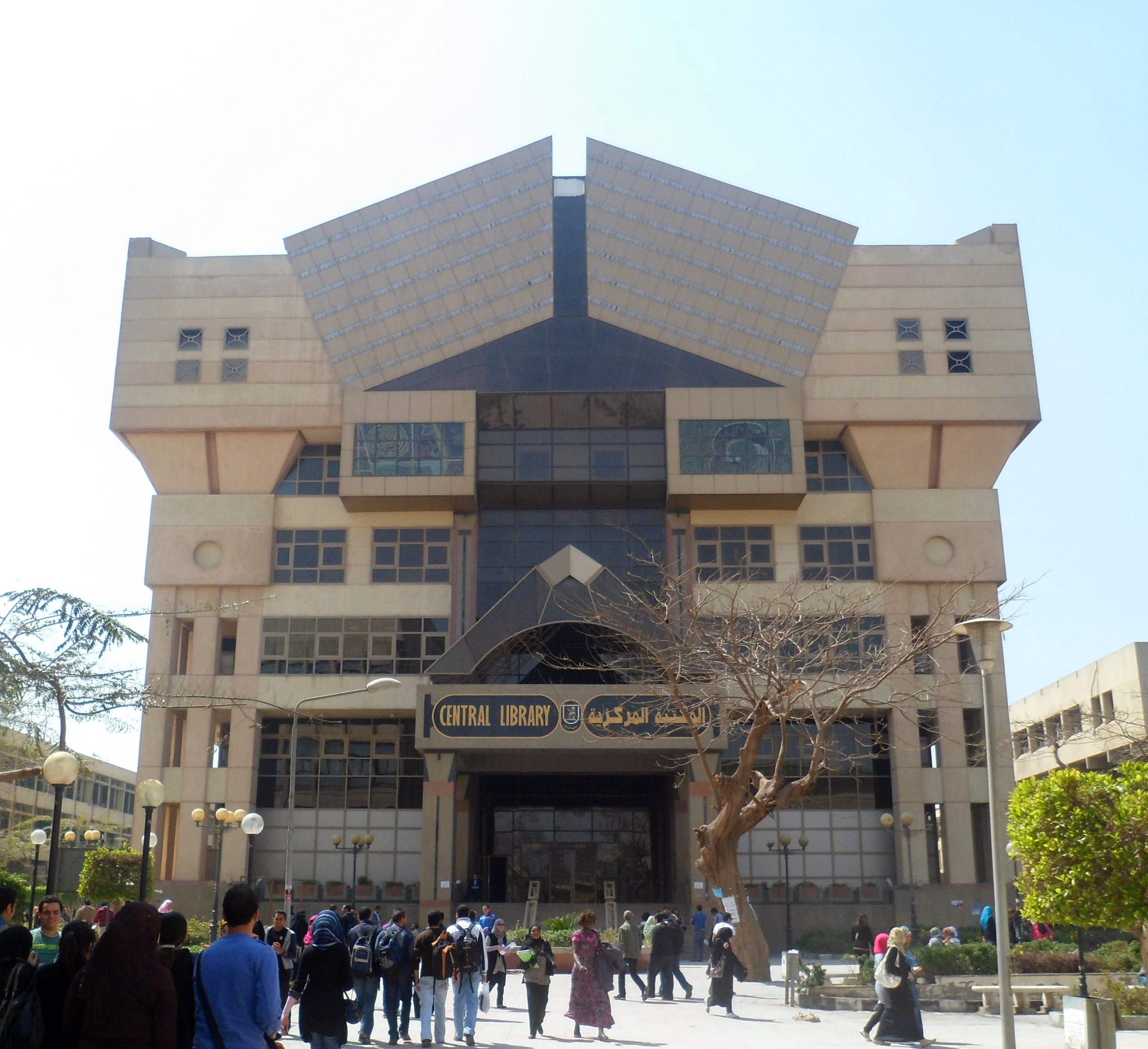
Zentralbibliothek (2012)

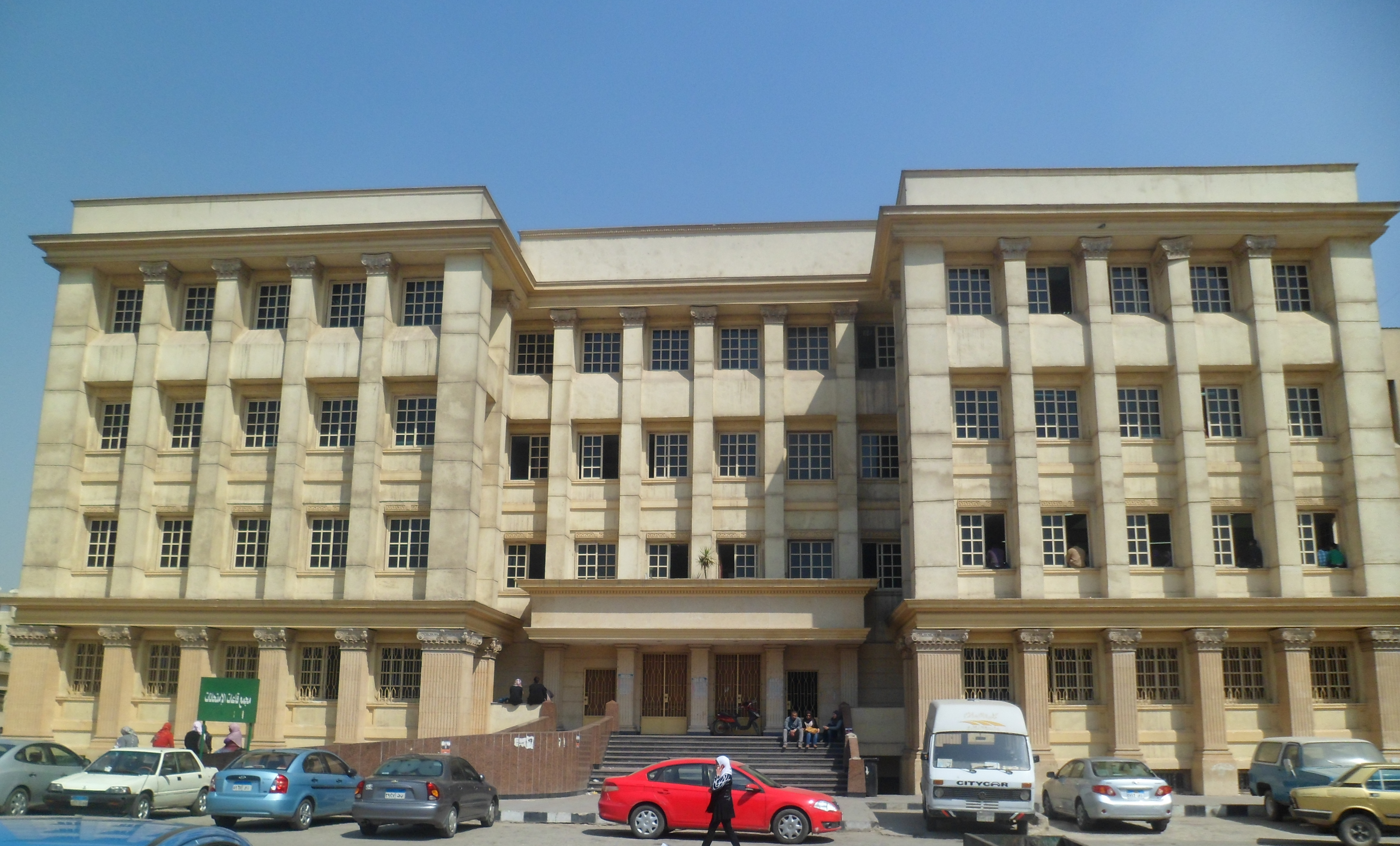
Gebäudekomplex für Prüfungen (2012)

Die Universität Kairo (arabisch جامعة القاهرة Dschamiat al-Qahira) ist mit 200.000 Studenten und knapp 18.000 wissenschaftlichen Angestellten nach der al-Azhar-Universität in Kairo die zweitgrößte Universität Afrikas und eine der größten der Welt. Sie ist zugleich die zweitälteste in Kairo, obwohl einige ältere Fachhochschulen, darunter das Dār al-ʿulūm, zu einem späteren Zeitpunkt in die Universität Kairo eingegliedert wurden. Der Hauptcampus der Universität liegt in Giseh nahe dem Nil und in unmittelbarer Nachbarschaft des Giza-Zoos.

## Geschichte
Die Universität wurde am 21. Dezember 1908 unter dem Namen die Ägyptische Universität (arabisch الجامعة المصرية) als private Hochschule gegründet. Erster Universitätsrektor war bis zu seinem Rücktritt 1913 Prinz Fu'ād, der spätere ägyptische König Fu'ād I. (1917–1936). 1925 wurde die Universität als erste Ägyptens verstaatlicht. Später wurden ihr Einrichtungen wie die 1821 gegründete Ingenieurschule (Mohandes chana / مهندسخانة) angegliedert. 1940 wurde sie nach dem vier Jahre zuvor verstorbenen König umbenannt in Universität Fu'āds I. (جامعة فؤاد الأول). Nach dem Militärputsch in Ägypten 1952 erhielt sie gemäß einem Erlass im September 1953 die heutige Bezeichnung.
Am 4. Juni 2009 hielt US-Präsident Barack Obama – in Anwesenheit unter anderem von US-Außenministerin Hillary Clinton – im Hauptgebäude der Kairoer Universität seine vielbeachtete Rede an die islamische Welt. Im Voraus war seit längerem angekündigt worden, dass Obama, der im Januar des Jahres sein Amt angetreten hatte, eine Rede in einer arabischen Hauptstadt halten wolle; die Wahl der Hauptstadt war aber zunächst geheim gehalten worden. Zu der Rede wurde nur ein ausgesuchtes Publikum zugelassen.

## Universität heute
Die Unterrichts- und Verwaltungssprache ist heute grundsätzlich Arabisch (Hocharabisch oder Ägyptisch), einige Veranstaltungen (z. B. in den Politikwissenschaften) werden auch auf Englisch oder Französisch abgehalten.
Der Rektor der Universität Kairo ist Mohamed Othman Elkhosht.
Der Campus der Universität ist grundsätzlich nur Angehörigen der Universität – also vor allem Dozenten und Studenten – zugänglich. Die Eingänge werden daher in der Regel kontrolliert und es werden beispielsweise Touristen abgewiesen.

## Einteilung
Die Universität ist mit Stand 2022 in 28 Fakultäten und Institute gegliedert, unter anderem Ingenieurwesen, Wissenschaft, Medizin, Pharmazie, Veterinärmedizin, Kunst, Jura, Wirtschaft.

## Zahlen zu den Studenten und den Mitarbeitern
Auf der Webseite der Universität wurde die Zahl der Studenten im April 2022 mit 207.853+ angegeben. 2020 gab die Universität die Zahl ihrer Studenten mit 262.000 an, die der akademischen Mitarbeiter mit 16.000. Im Jahr 2008 waren die Studenten vor dem ersten Abschluss (undergraduates) folgendermaßen auf die Fachbereiche verteilt: 146.500 in den Sozialwissenschaften, 40.413 in den Geisteswissenschaften, 24.021 in der Medizin, 16.367 Ingenieurwesen und Technik, 7955 Lebenswissenschaften, 5173 Physikalische Wissenschaften.

## Persönlichkeiten
Studenten und Dozenten waren bzw. sind unter anderen:
- Enno Littmann (1875–1958), deutscher Orientalist, Gastdozent bis 1914
- Ferdinand Sauerbruch (1875–1951), deutscher Chirurg, Gastchirurg und Gastdozent (insbesondere Thoraxchirurgie, Tuberkulose und Gliedmaßenersatz) an der Medizinischen Fakultät[9]
- Hassan Fathy (1900–1989), Architekt – Abschluss in Architektur (1926)
- Nagib Mahfuz (1911–2006), Literaturnobelpreis 1988 – Bachelor in Philosophie (1930–1934); ein Jahr Masterstudium Philosophie (1936 abgebrochen)
- Ibrahim Helmi Abdel-Rahman (1919–1998), Graduierung (1938), Assistenzprofessur für Astronomie und Astrophysik
- Schenuda III. (1923–2012), Bachelor in Geschichte (1943–1947)
- Jassir Arafat (1929–2004), Abschluss im Bauingenieurwesen (1944–1950, mit Unterbrechung für den Palästinakrieg 1948)
- Ismail Fahmi (1922–1997), Diplomat (1945)
- Boutros Boutros-Ghali (1922–2016), Bachelor in Rechtswissenschaften (1946)
- Omar Sharif (1932–2015), Abschluss in Mathematik und Physik (vor 1955)[10]
- Nabil Elaraby (1935–2024), Generalsekretär der Arabischen Liga – Rechtswissenschaften (bis 1955)
- Amr Mussa (* 1936), Generalsekretär der Arabischen Liga – Abschluss in Rechtswissenschaften (1957)
- Saddam Hussein (1937–2006), Rechtswissenschaften (1961–1963? ohne Abschluss)
- Mohammed el-Baradei (* 1942), Bachelor in Rechtswissenschaften (1962)
- Mohammed Mursi (1951–2019), Bachelor der Ingenieurwissenschaften (1975), Master of Science in Metallurgie (1978)
- Taher Elgamal (* 1955), Bachelor of Science in Elektrotechnik (1977, nach anderen Angaben 1981)
- Dschihan as-Sadat (1933–2021), Bachelor in arabischer Literatur (1977), Master (1980), Ph.D. (1986)
- Randa Abu Bakr (* 1966), Studium, Promotion (1998), Professur für englische Literatur
- Helmut Satzinger (* 1938), Auslandsstudent, später Gastprofessur (2000)
- Michael Fisch (* 1964), Gastprofessor für deutschsprachige Literatur (2013–2018)
- Amani Abou-Zeid, Finanzexpertin, Kommissarin der Afrikanischen Union für Infrastruktur und Energie (seit 2017)
- Said El-Naggar (1920–2004), ägyptischer Hochschullehrer und Mitglied des WTO Appellate Body